# Ludwik Wiechuła
Ludwik Wiechuła ps. „Jeleń” (ur. 30 lipca 1920 w Katowicach, zm. 26 września 1987 w Montrealu) – polski żołnierz, podporucznik AK i cichociemny. Od 1945 roku emigrant polityczny.

## Życiorys
Urodził się 30 lipca 1920 roku w Katowicach w rodzinie górnika Franciszka i Elżbiety z domu Lewan. Uczęszczał do Państwowego Gimnazjum i Liceum im. Henryka Sienkiewicza w Katowicach oraz Liceum Handlowego w Chorzowie, które ukończył w 1939. Przed wojną był harcerzem w Katowicach.
W czasie II wojny światowej podporucznik AK i cichociemny, w kwietniu 1944 zrzucony do okupowanej Polski (kilka miesięcy wcześniej tą samą drogą trafił do ojczyzny jego brat bliźniak – Bernard, ps. „Maruda”). W 1944 obaj bracia walczyli razem w oddziale Antoniego Hedy ps. „Szary” na Kielecczyźnie. Po wojnie Ludwik Wiechuła aresztowany przez UB znalazł się w więzieniu w Kielcach. 5 sierpnia 1945 oddział kpt. Antoniego Hedy „Szarego” po brawurowej akcji rozbił kieleckie więzienie i uwolnił ok. 350 więźniów, w tym także „Jelenia”. Po demobilizacji z I Korpusu ukończył studia na Wydziale Lądowym PUC w Londynie i uzyskał dyplom inżyniera w 1950 r. W 1954 r. Ludwik Wiechuła zamieszkał, podobnie jak brat, w Kanadzie. Początkowo pracował w biurze projektów, specjalizując się w konstrukcjach stalowych, a potem stał się partnerem firmy D’Allemagne & Wiechula Consulting Engineers. Członek Corporation of Professional Engineers of Quebec od 1959 r. Należał do Stowarzyszenia Techników Polskich w Kanadzie i do Koła CC. Spadochroniarzy AK w Londynie.
Autor: Jak kamień; Rozbicie więzienia w Końskich; Akcja „Mania”; Amnestia [w:] Drogi  Cichociemnych,  wyd. I, II, III, Veritas, Londyn, 1954, 1961, 1972.
Pochowany został na Cmentarzu Weteranów „Field of Honour” w Pointe Claire.